# Pulvermühle (Heinsberg)
Die Pulvermühle war eine Wassermühle an der Jungen Wurm, in der Stadt Heinsberg im nordrhein-westfälischen Kreis Heinsberg im Regierungsbezirk Köln.

## Lage
Die Pulvermühle hatte ihren Standort an der Westpromenade in der Stadt Heinsberg. Das Grundstück, auf dem die Pulvermühle stand, hatte eine Höhe von ca. 35 m über NN.

## Gewässer
Die Junge Wurm war ein weitestgehend parallel zur Wurm verlaufendes Gewässer. Die Abzweigstelle von der Wurm befand sich im Geilenkirchener Stadtteil Nirm auf einer Höhe von 54 m über NHN. Von dort floss die Junge Wurm in nordnordwestlicher Richtung durch die Ortsgebiete von Randerath, Horst, Porselen, Dremmen, Grebben, Heinsberg und Kempen, wo sie in nordöstlicher Richtung in die Rur mündet. Westlich von Kempen spaltet sich aus der Jungen Wurm an einem Teilungswehr ein „Mühlenbach“ genannter Abzweig ab, der entlang des Ortes Karken fließt und vor der Wolfhager Mühle sich mit dem Schaafbach vereinigt. Wenige Kilometer später mündet dieses Gewässer nach der Überquerung der deutsch-niederländischen Grenze südlich von Vlodrop auf einer Höhe von 29 m über NHN ebenfalls in die Rur. In den 1940er-Jahren wurde die Junge Wurm im südlichen Verlauf verfüllt und im nördlichen Bereich begradigt und verlegt, was die endgültige Stilllegung der meisten der rund 15 Mühlen entlang des Mühlenkanals zur Folge hatte.

## Geschichte
Wer die Fähigkeit hatte, Schwarzpulver herzustellen, lebte zwar gefährlich, war aber ein begehrter und umworbener Mensch. So erteilte der Herzog Johann Wilhelm von Jülich 1608 dem Johann von Frenz die Genehmigung, in Heinsberg eine Pulvermühle zu errichten. Für zwei Goldgulden im Jahr erhielt er ein durch Damm und Teich geschütztes Grundstück nordwestlich der Stadt Heinsberg. Die Zerkleinerung und das Mischen der notwendigen Materialien erfolgte über eine kleine Mühle, die mit Wasserkraft betrieben wurde. Dieses Wasser bezog die Mühle über einen schmalen Überlauf des Stadtgrabens, der von Teichen und von der Jungen Wurm gespeist wurde.
Pulvermacher waren sich der Gefahr ihres Berufes bewusst und legten eine gewisse Vorsicht an den Tag. Doch gegen Höhere Gewalt waren auch sie machtlos. Am 20. Juni 1652 wurde die Mühle während eines Sommergewitters von einem Blitz getroffen. Eine gewaltige Explosion zerstörte die Mühle und tötete den Pächter Michael Pulvermecher.
Der Pfarrer von St. Gangolf  hat das Ereignis im Totenbuch festgehalten:
Am frühen Morgen des 20. Juni hat ein schreckliches Gewitter Michael Pulvermecher, Bürger dieser Stadt, Bogenschütze der St.- Sebastianus-Bruderschaft und diesjähriger Schützenkönig, aus dem Leben gerissen. Ein plötzlicher Blitz entzündete das Pulver in dem vor den Mauern der Stadt nahe der Pulvermühle am Ufer des Fischweihers gelegenen Häuschen, in welchem Schießpulver vorbereitet und hergestellt wurde, und zerstörte das Häuschen ganz und gar. Besagter Michael wurde dadurch niedergeworfen und getötet. Er lag schwarz und zerrissen zwischen Steinen und Balken des Häuschens. Man hat ihn weggetragen und am 23. dieses Monats bestattet. Er war ein guter Mensch von Gewissen und im Leben.
Mehr als sechs Monate nach diesem furchtbaren Unglück, am 11. Januar 1653, brachte Helena, die Witwe des Pulvermachers ihre Tochter Anna zur Welt.

## Galerie

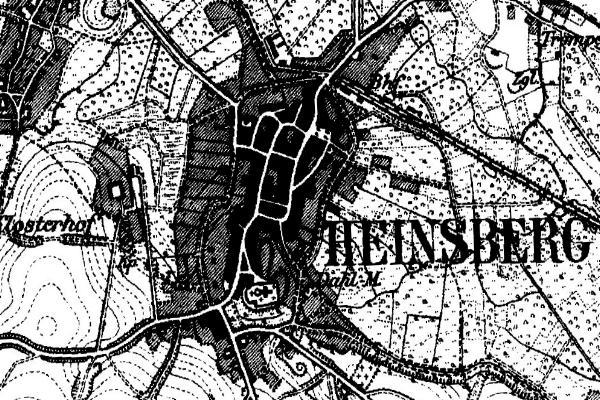
Heinsberg auf der Neuaufnahme von 1893
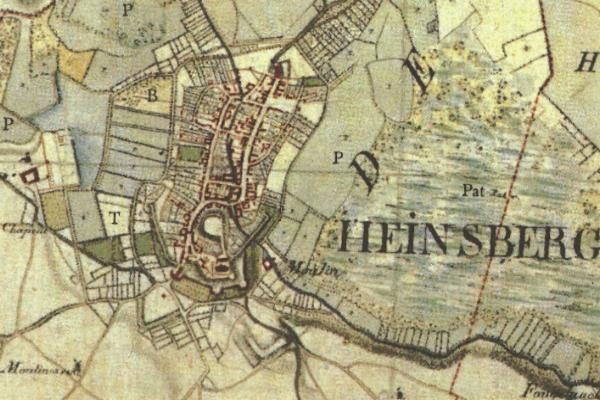
Heinsberg auf der Tranchotkarte 1806/1807

→ Siehe auch Liste von Mühlen an der Wurm und ihren Zuflüssen